# Jami Puustinen
Jami Puustinen (né le 9 janvier 1987 à Espoo, en Finlande) est un footballeur finlandais.

## Biographie
Jami Puustinen a été formé au club anglais de Manchester United.

## Palmarès
FC Honka
- Coupe de la Ligue de Finlande
  - Vainqueur (1) : 2010